# Drahnsdorf

Drahnsdorf  est une commune de Brandebourg (Allemagne), située dans l'arrondissement de Dahme-Forêt-de-Spree.

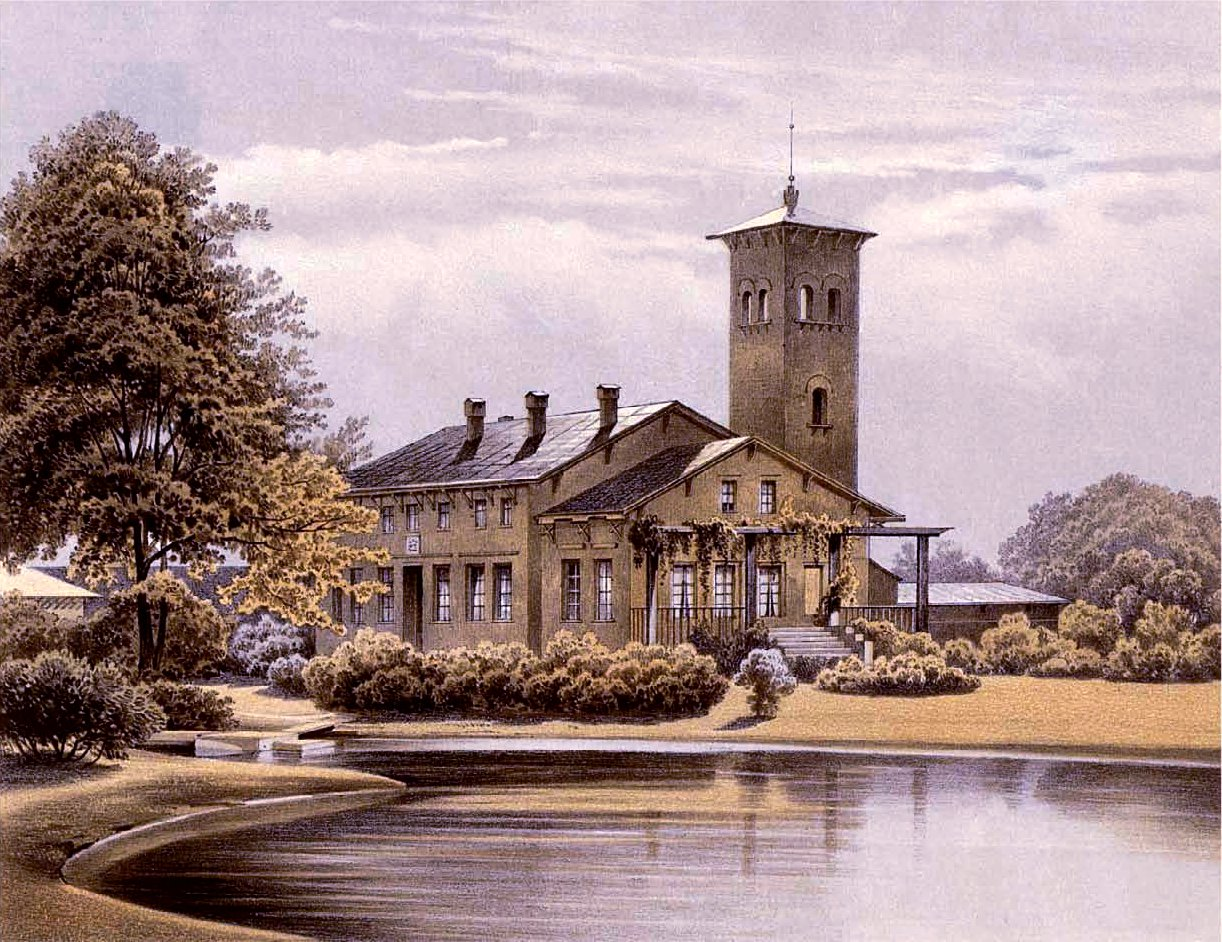
House Krossen, around 1860, Edition by Alexander Duncker